# Distretto di Abana
Il distretto di Abana (in turco Abana ilçesi) è uno dei distretti della provincia di Kastamonu, in Turchia.